# Badplats

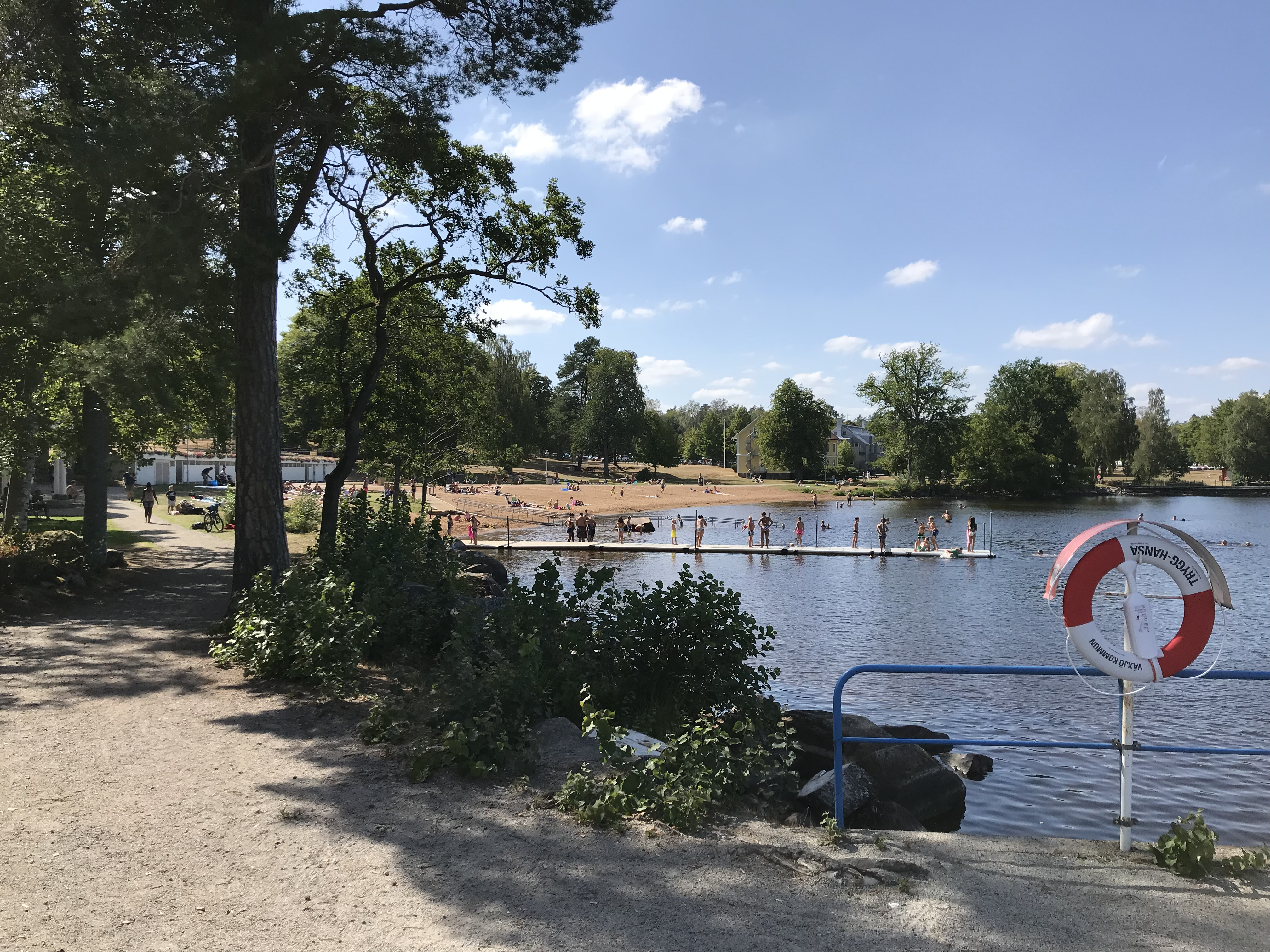
Evedalsbadet vid Helgasjön, Växjö, 2018

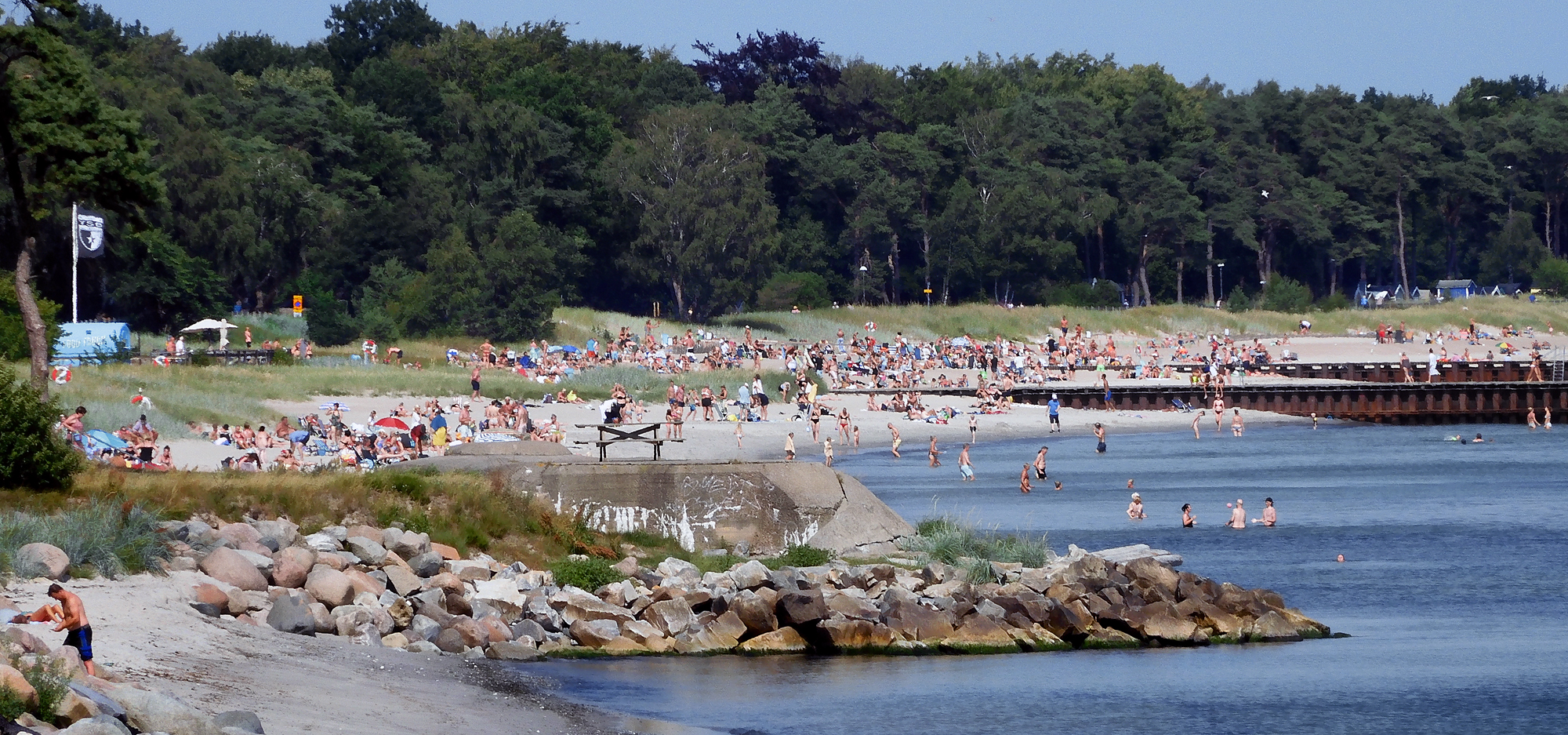
Ystad Saltsjöbad 2021

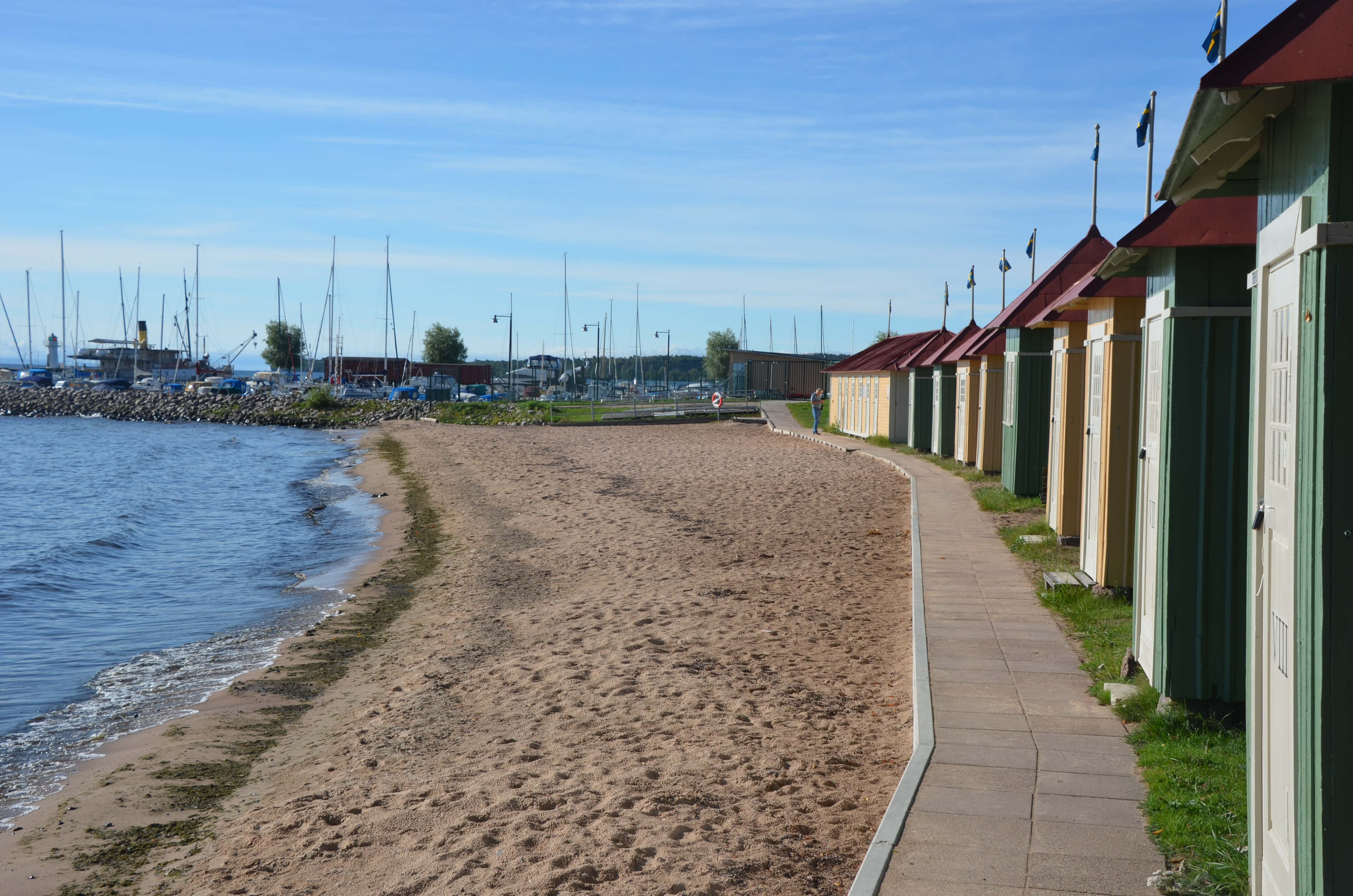
Strandbadet i Hjo

En anlagd badplats är en badstrand, ofta en från början naturlig badplats, med tillhörande område runt badplatsen. Badplatsen är särskilt lämplig eller avpassad för att man där skall kunna simma, bada, solbada och tvätta sig.

## Allmänt
I Sverige sköts offentliga badplatser normalt av kommunen. Kommunala badplatser har någon form av bilparkering, eftersom det krävs för att kunna stanna och ta ett dopp. En kommunal badplats brukar som minimum ha brygga, livboj och en tillhörande gräsmatta, men det finns också badplatser tillgängliga för allmänheten som saknar varje form av anläggning eller underhåll, till exempel naturliga stränder som ligger avsides. I de flesta länder är privata badstränder med inträdesavgift vanligare än i Sverige.
På badplatsens gräsmattor är det tillåtet med lek men kan vara tillåtet eller förbjudet att spela boll. Hundar får vanligen inte rastas på badplatsen under badsäsong, men ibland finns det ett särskilt ställe vid sidan om för detta. Inte heller mopedkörning brukar vara tillåtet. Vanliga installationer på badplatser är dusch, omklädningsrum, hopptorn, camping, kiosk, servering, bajamaja, grillplats och volleybollplan. På sommaren har vissa badplatser för simningen, även i sjöar,  banor avgränsade med linor. Det är förhållandevis vanligt att det finns ytterligare anläggningar för motion eller lek i anslutning till en badplats, såsom lekplats för barn eller terränglöpningsspår.

## EU-bad
Ett EU-bad är ett större offentligt strandbad inom Europeiska Unionen (EU), som måste uppfylla vissa kvalitetskrav för att kunna klassas som EU-bad. I Sverige definieras "större badplats" med mer än 200 badande i snitt per dag under badsäsongen. Alla EU-bad kommer på sikt att vara märkta med en symbol som anger badvattenkvalitén. Tre stjärnor betyder "utmärkt", två stjärnor "bra", en stjärna "tillfredsställande" och ett minustecken signalerar "dålig" kvalitet. Betyget baseras på provtagningar på badvattnet från de senaste fyra åren.

## Säkerhet
Medier har flera gånger rapporterat om att "fällor" skulle ha gillrats vid badplatser: Spetsade störar, vässade järnspett eller pålar med spikar. I början av augusti 2014 hade medier under året rapporterat ett tiotal historier om pålar vid badplatser. Alla historier hade några saker gemensamt: Det fanns inga uppgifter om att någon skulle ha skadat sig, ingen hade gripits för något brott samt att något brott inte kunde styrkas. En orsak till historierna troddes vara att journalister inte hade källgranskat tillräckligt.

## Närliggande begrepp
Det finns många närliggande begrepp, som ofta används med överlappande betydelser:
- Ett badställe är ett ställe där man regelbundet kan ta ett bad i naturligt vattendrag, sjö, hav eller vattensamling. Syftar oftast inte på en anlagd badplats.
- En badstrand är vilken strand som helst som brukas för bad. En badstrand kan alltså vara en strand utan bryggor och närliggande parkering.
- Ett strandbad brukar innebära en längre hophängande strand vid havet eller en insjö som är välbesökt. Ett strandbad kan sakna bryggor. Ett strandbad kan ha en vidhängande turist- eller rekreationsanläggning med restaurang. Till skillnad mot en normal svensk badplats behöver inte ett strandbad ha en sandstrand utan kan till exempel vara en naturlig havsstrand med småsten.
- En badplats liksom ett strandbad är ett friluftsbad, eftersom de ligger utomhus. Motsatsen till ett friluftsbad är alltså ett inomhusbad, det vill säga en simhall eller annan typ av varmbadhus.
- Somliga badplatser har nakenbad men för det mesta förutsätts att man minst har badkläder på sig. Ett nakenbad är detsamma som ett naturistbad.
- Ett klippbad är ingen vanlig badplats då den varken har sandstrand, bollplaner eller gräsmattor. Istället badas direkt från (och solas på) klippor som vetter mot sjö, hav, eller älv.

## Bildgalleri

Vägskylten för badplats i Sverige.
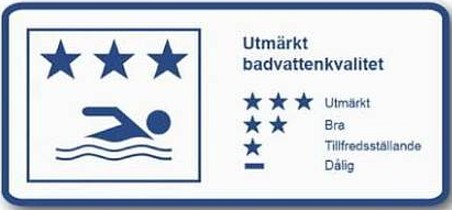
EU-bad, skylt för "utmärkt" vattenkvalitet.
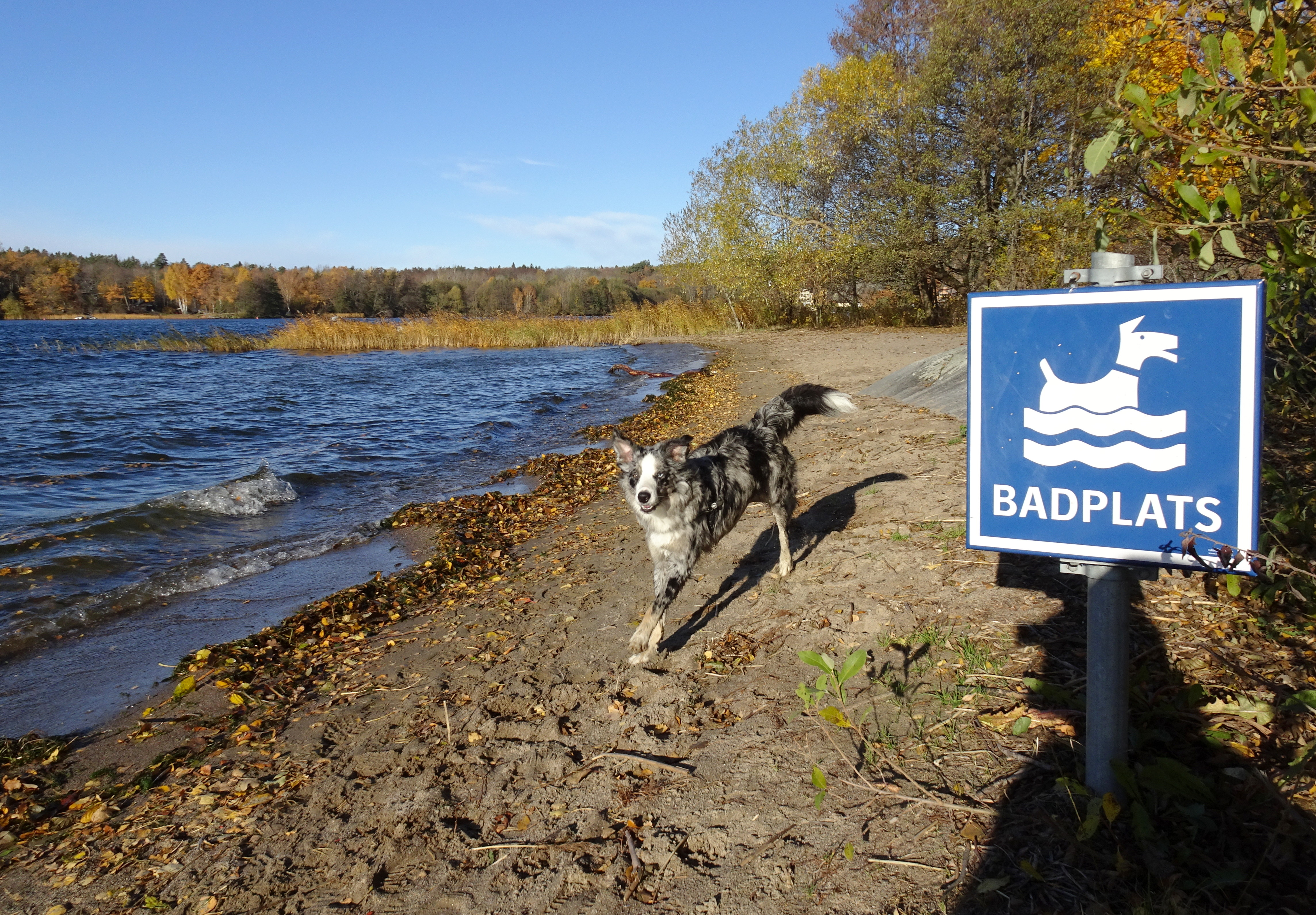
Badplats för hund.